# Načelo komplementarnosti
Načêlo komplementárnosti je eno najpomemnejših metodoloških in hevrističnih načel znanosti in osnovno načelo kvantne mehanike, tesno povezano s kopenhaško interpretacijo. Telesa imajo komplementarne značilnosti, ki jih v istem času ni moč izmeriti točno. Če je točneje izmerjena ena značilnost, je po Heisenbergovem načelu nedoločenosti druga komplementarna značilnost nemerljiva, oziroma omejeno merljiva. Popoln opis posebne vrste pojava se lahko doseže prek meritev narejenih v vsaki različni možni osnovi, ki so na ta način komplementarne. Načelo komplementarnosti je leta 1927 formuliral Niels Bohr, tedanji vodilni utemeljitelj kvantne mehanike. Podrobno je raziskoval meritve v atomski fiziki in ugotovil dualnost valovanja in delcev.
Zgledi komplementarnih značilnosti:
- lega in gibalna količina v dani smeri
- spin na različnih oseh
- valovanje in delec
- vrednost polja in njegova sprememba (v določeni legi)
- jakost električnega in magnetnega polja
- čas in energija

Wheeler je označil Bohrovo načelo za najbolj revolucionarni znanstveni koncept v 20. stoletju in srčico njegovega 50-letnega iskanja za polni pomen kvantne zamisli. Bohrovo načelo so šele nedavno formalizirali z univerzalnimi komplementarnimi zvezami, kot na primer Ozawine in Hallove.

## Koncept
Bohr je povzel načelo kot sledi:
»... kakorkoli daleč [kvantnofizikalni] pojavi prekoračujejo območje razlage klasične fizike, je treba mnenje vseh dokazov izraziti na klasične načine. Argument je preprosto ta, da se z besedo »poskus« nanaša na razmere, kjer lahko drugim povemo kaj smo naredili in kaj smo se naučili, in da je treba zato mnenje o eksperimentalnih razporeditvah in rezultatih opazovanj izraziti v jasnem jeziku s primerno rabo izrazoslovja klasične fizike.«
»Ta odličilna točka...nakazuje, da je nezmožnost ostrega ločevanja med obnašanjem atomskih teles in interakcije z merilnimi inštrumenti, ki služijo za določitev pogojev pod katerimi se pojav pojavi....  Posledično dokaza, dobljenega pod različnimi eksperimentalnimi pogoji, ni moč razumeti znotraj posamezne slike, ampak ga je treba imeti za komplementarnega v smislu, da le celotnost pojava izčrpa možne informacije o telesih.«
Delčne in valovne pojavitve fizikalnih teles so na primer takšni komplementarni pojavi. Oba koncepta sta sposojena iz klasične mehanike, kjer je nemogoče, da se telo hkrati obnaša kot delec in valovanje. Zaradi tega je v poljubnem trenutku nemogoče meriti vse značilnosti valovanja in delca. Še več, Bohr nakazuje, da je nemogoče opazovati telesa, ki jim vlada kvantna mehanika, ker imajo notranje značilnosti, neodvisne od določevanja z merilno pripravo. Vrsta meritve določa katera značilnost se kaže. Poskus z enojno in dvojno režo ter nekateri drugi poskusi kažejo, da se lahko nekateri učinki valovanja in delca merijo z eno meritvijo.

## Narava načela
Globoka podoba komplementarnosti je, da ne velja samo za merljivost ali spoznavnost kakšne značilnosti fizikalne bitnosti, ampak, kar je pomembnejše, velja za omejitve menifestacije značilnosti te fizikalne bitnosti v fizičnem svetu. Vse značilnosti fizikalnih bitnosti obstajalo le v parih, ki jih je Bohr opisal kot komplementarne ali konjugirane pare – ti so tudi pari Fourierove transformacije. Fizična realnost je določena z manifestacijami značilnosti, ki so omejene z razprodajami med temi komplementarnimi pari. Elektron lahko na primer kaže vedno večjo točnost svoje lege le na račun enake menjave za komplemetarno izgubo v točnosti manifestacije njegove gibalne količine. To pomeni, da obstaja omejitev točnosti s katero lahko ima elektron (manifestira) lego, ker bi neskončno velika točnost narekovala, da bo njegova manifestirana gibalna količina neskončno veliko netočna, oziroma nedoločena (nemanifestirana ali neimeta), kar pa ni mogoče. Skrajne omejitve v točnosti manifestacij značilnosti so kvantitativno določene s Heisenbergovim načelom nedoločenosti in Planckovimi enotami. Komplementarnost in nedoločenost narekujeta, da se zaradi tega vse značilnosti in delovanja v fizičnem svetu same manifestirajo kot nedeterministične do neke stopnje.
Fizika Fabio A. M. Frescura in Basil Hiley sta povzela razloge za vpeljavo načela komplementarnosti v fiziki:
»V tradicionalnem pogledu se privzame, da obstaja relanost v prostor-času in, da je ta realnost danost, katere pojavitve se lahko vidijo ali očlenijo v kateremkoli trenutku. Bohr jeprvi pokazal, da je kvantna mehanika postavila ta tradicionalni pogled pod vprašaj. Zanj je ‘nedeljivost kvanta delovanja’, ki je bil njegov način opisa načela nedoločenosti, nakazovala, da ni moč na vse pojavitve sistema gledati sočasno. Z uporabo enega določenega dela naprave se lahko le določene poteze manifestirajo na račun drugih, z drugim različnim delom naprave pa se lahko manifestira druga komplementarna pojavitev n takšen način, da izvirna množica postane nemanifestirajoča, in njeni atributi niso več dobro določeni. Za Bohra je bil to pokazatelj, da je treba načelo komplementarnosti, načelo, za katerega je pred tem vedel, da se je obsežno pojavljal v drugih intelektualnih strokah, vendar se ni pojavljal v klasični fiziki, sprejeti kot splošno načelo.«
Pojavitev komplementarnosti v sistemu se zgodi pri obravnavi stanj, v katerih se poskuša meriti njegove značilnosti – kakor je pripomnil Bohr, da načelo komplementarnosti »nakazuje na nezmožnost kakršnekoli ostre delitve med obnašanjem atomskih teles in interakcije z merilnimi inštrumenti, s katerimi se določajo pogoji pod katerimi se pojav pokaže.« Pomembno je razlikovati, kakor je tudi Bohr v svojih izvirnih navedbah, načelo komplementarnosti od izjave načela nedoločenosti. Za tehnično razpravo o sodobnih problemih o komplementarnosti v fiziki glej na primer Bandyopadhyay (2000), od koder se je povzel del tega podajanja.

## Dodatni premisleki
V svojem izvirnem predavanju o tej temi je Bohr pokazal, da sama končnost hitrost svetlobe nakazuje na nemožnost ostre ločitve med prostorom in časom (relativnost), končnost kvanta delovanja nemožnost ostre ločitve med obnašanjem sistema in interakcije z merilnimi inštrumenti in vodi do dobro znanih težav s konceptom 'stanja' v kvantni teoriji – pojem komplementarnosti meri na simbolični prikaz te nove okoliščine v epistemologiji, ki jo je pridelala kvantna teorija. Nekateri jo imajo za filozofski dodatek h kvantni mehaniki, drugi pa za odkritje, ki je tako pomembno kot formalni vidiki kvantne teorije. Med zadnjimi je na primer Léon Rosenfeld, ki je trdil, da: »[k]omplementarnost ni filozofska superstruktura, ki jo je izumil Bohr za okras na vrhu kvantnega formalizma.«. Podobno je menil tudi Wheeler.

## Poskusi
Tipičen zgled za valovno-delčno komplementarnost v laboratoriju je poskus z dvojno režo. Osnovni problem komplementarnega obnašanje je vprašanje: »Katera informacija leži, vložena v sestavine Vesolja, ki lahko razkrije zgodovino signalnih delcev, ko prečkajo dvojno režo?« Če obstaja informacija (četudi je ne meri zavestni opazovalec), ki razkriva »katero režo« je prečkal delec, potem vsak delec ne bo interferiral z drugo režo. To je delčno obnašanje. vendar, če ne obstaja informacija o reži, tako da jo noben zavestni opazovalec, ne glede na to kako dobro je opremljen, nikoli ne bo zmnožen določiti katero režo je prečkal delec, potem bodo signalni delci interferirali sami s seboj kot da bi sočasno prečkali obe reži, kot valovanje. To je valovno obnašanje. Ti dve obnašanji sta po Englert-Greenbergerjevi zvezi dualnosti komplementarni, ker kadar se opazuje eno obnašanje, drugega ni. Obe obnašanji se lahko opazujeta sočasno, vendar vsako le kot manjše manifestacije njunega celotnega obnašanja, kakor ju določa zveza dualnosti. Ta superpozicija komplementarnih obnašanj obstaja vedno kadar obstaja delna informacija katera reža se obravnava. Čeprav je zveza dualnosti deloma sporna, in s tem tudi sama komplementarnost, nasprotnega stanja glavnina fizike ne sprejema.:35–40
Več poskusov z nevtronskimi interferometri je pokazalo subtilnost predstave o dualnosti in komplementarnosti. Če nevtron prečka interferomer, se navidezno obnaša kot valovanje. Med prečkanjem nanj deluje gravitacija. Med vrtenjem nevtronskega interferometra skozi Zemljino gravitacijsko polje se lahko med ročicama interferometra opazuje sprememba faze skupaj s spremembo konstruktivne in destruktivne interference nevtronskega valovanja na izhodu interferometra. Nekatere interpretacije trdijo, da razumevanje pojava interference zahteva možnost, da samostojni nevtron skozi interferometer sočasno opravi obe poti – posamezen nevtron »bi bil hrati na dveh mestih.« Ker sta obe poti skozi nevtronski interferometer lahko narazen od 5 do 15 cm, je pojav komaj mikroskopski. To je podobno kot tradicionalna poskusa z dvema režama in zrcali v interferometru, ker sta lahko reži (ali zrcala) poljubno narazen. V poskusih z interferenco in uklonom se nevtroni obnašajo na enak način kot fotoni (ali elektroni) z odgovarjajočo valovno dolžino.:211–213

## Zgodovina
Bohr je zasnoval načelo komplementarnosti med smučarskimi počitnicami na Norveškem februarja in marca 1927. V tem času je prejel Heisenbergovo pismo, kjer je omenjeno, vendar še ne objavljeno njegovo načelo nedoločenosti. Po vrnitvi, ko je Heisenberg že poslal svoj članek o načelu nedoločenosti za objavo, je prepričal Heisenberga, da je načelo nedoločenosti manifestacija globjega koncepta komplementarnosti. Heisenberg je k svojemu članku o načelu nedoločenosti pravočasno dodal opombo o tej temi pred objavo, in navedel:
»Bohr me je opozoril, da nedoločenost v našem opazovanju ne izhaja izključno iz navzočnosti nezveznosti, ampak je neposredno povezana z zahtevo, da pripisujemo enako veljavnost povsem različnim poskusom, ki se kažejo v [posamezni] teoriji na eni strani, in valovni teoriji na drugi strani.«
Bohr je javno vpeljal načelo komplementarnosti v predavanju 16. septembra 1927 na Mednarodnem fizikalnem kongresu v italijanskem Comu, na katerem so bili prisotni tedanji vodilni fiziki, razen Einsteina, Schrödingerja in Diraca. Vendar so bili ti trije en mesec kasneje na 5. Solvayevem kongresu v Bruslju, ko je Bohr še enkrat predstavil načelo. Predavanje so objavili v poročilih obeh konferenc, naslednje leto pa so ga ponovno objavili v nemščini v Naturwissenschaften in v angleščini v Nature.
Članek z naslovom Razprave z Einsteinom o epistemoloških problemih v atomski fiziki (Discussions with Einstein on Epistemological Problems in Atomic Physics), ki ga je Bohr napisal leta 1949, imajo mnogi za dokončen opis predstave o komplementarnosti.